# 瑪麗·阿美莉埃 (巴登)
瑪麗·阿美莉埃（德語：Marie Amelie Elisabeth Caroline，1817年10月11日—1888年10月17日），漢密爾頓公爵夫人，巴登大公卡爾的女兒。

## 家庭
1843年，瑪麗·阿美莉埃與第十一代漢密爾頓公爵威廉·漢密爾頓結婚，共有2子1女：
- 威廉·道格拉斯-漢密爾頓（英语：William Douglas-Hamilton, 12th Duke of Hamilton）（1845年—1895年），1863年成為第十二代漢密爾頓公爵
- 卡爾·道格拉斯-漢密爾頓（1847年—1886年）
- 瑪麗·維多利亞·漢密爾頓（1850年—1922年），摩納哥親王妃，路易二世的母親